# Rudolf Paleček
Rudolf Paleček (28. března 1900 – ???) byl český a československý politik Komunistické strany Československa a poslanec Prozatímního Národního shromáždění.

## Biografie
V letech 1945–1946 byl poslancem Prozatímního Národního shromáždění za KSČ. V parlamentu setrval do parlamentních voleb v roce 1946. Byl zástupcem Vyškovska. Pocházel z Blažovic.